# M29 Weasel
Le M29 Weasel est une chenillette construite par la firme automobile Studebaker dans son usine de South Bend, dans l'Indiana (U.S.A.), de l'été 1943 à l'été 1945 en 15 000 exemplaires environ.

## Historique[1]
La firme Studebaker reçut en mai 1942 un contrat pour un véhicule adapté au transport sur la neige et la glace. Deux véhicules chenillés, les T15 et T24 Weasel, constituent les prototypes du M29, industrialisé en 1943. Les 4 476 premiers exemplaires étaient du type M29, tandis que les 10 647 suivants étaient du type M29C, ces derniers pouvant recevoir un équipement amphibie les destinant aux régions marécageuses.
La chenillette Weasel fut utilisée par l'armée américaine pendant la Seconde Guerre mondiale pour le transport de troupes, de blessés, et de matériel. L'engin fut affecté à d'autres missions, la reconnaissance, la pose de lignes téléphoniques, le ravitaillement, les patrouilles et le sauvetage, principalement en Alaska, au Canada, au nord des États-Unis, en France, Italie, Belgique, Allemagne, ainsi que dans le sud-est asiatique.
Les M29C furent utilisés par la suite par l'armée française de 1946 à 1962, d'abord par le Corps expéditionnaire français pendant la guerre d'Indochine (où il reçut le surnom de « Crabe »), puis lors de la guerre d'Algérie, les derniers exemplaires étant stockés à Madagascar.
Quelques-uns de ces véhicules terminèrent leur carrière aux expéditions polaires américaines, australiennes ou encore françaises. Les Expéditions polaires françaises en utilisèrent ainsi une cinquantaine, de la fin des années 1940 au début des années 1990, tant en Arctique (Groenland) qu'en Antarctique (Terre Adélie principalement), surtout en version M29C. Ils serviront d'inspiration pour construire une version modernisée française, le HB 40 surnommé  Castor et mis en service à partir de 1967
.

## Descriptif
- Qualités des M29 et M29C : le passage sur terrain neigeux, sableux, boueux  et pour le M29C amphibie, la traversée des plans d'eau sont possibles.
- Défauts des M29 et M29C :  les chenilles nécessitent un graissage quotidien et sont fragiles sur terrain dur. La consommation d'essence est importante.
- Pente maxi en terrain dur, 45°, températures d'utilisation de −40 à +48 °C, pression au sol en charge de 0,109 à 0,176 kg/cm3 selon versions.

Une version lance-flammes a également été utilisée [...à compléter...].

## Galerie

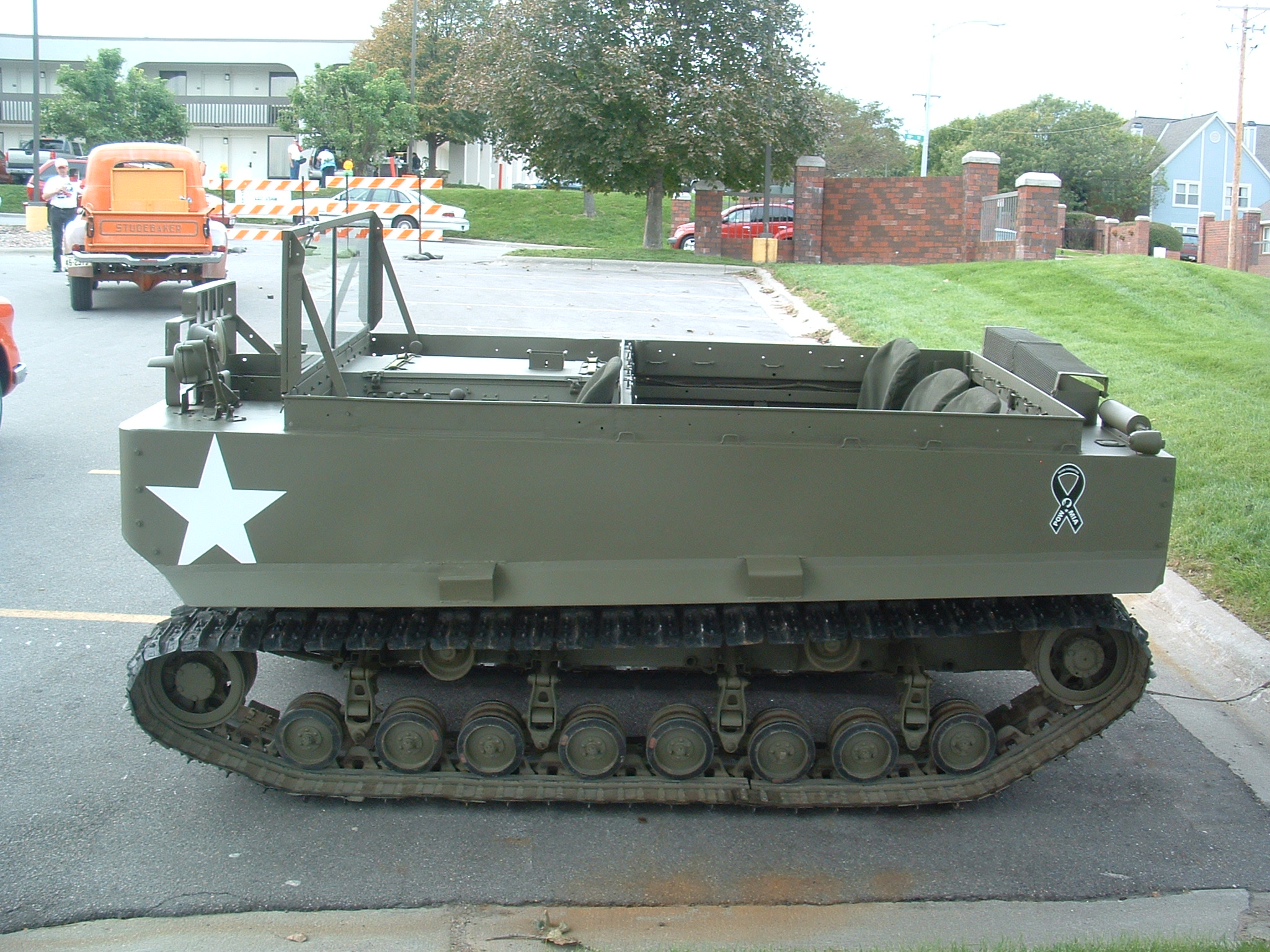
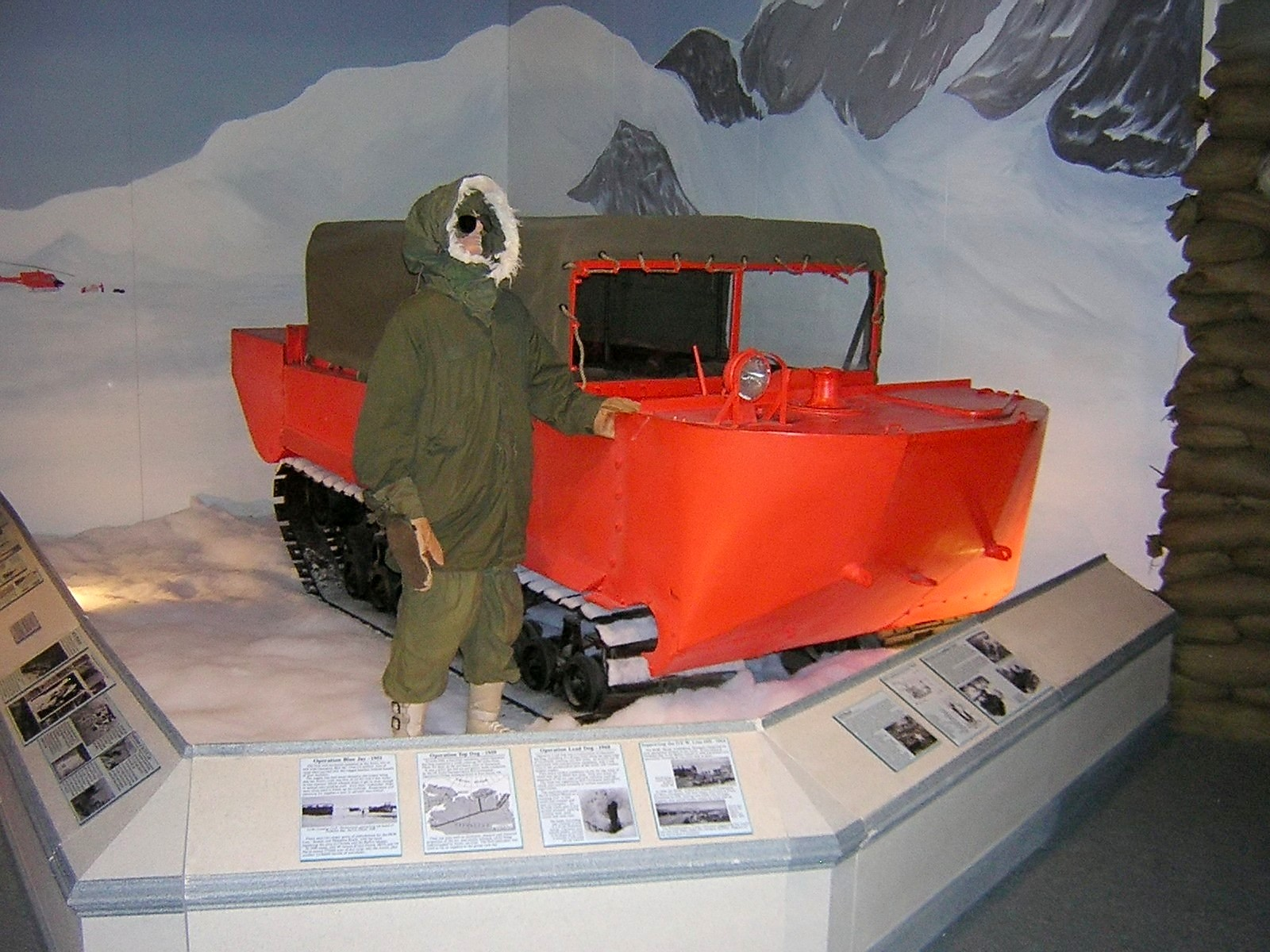
Version polaire du Weasel au U.S. Army Transportation Museum, Ft. Eustis Virgina
Véhicule M29 Weasel utilisé lors des Expéditions polaires françaises